# 殺夫 (小說)
《殺夫》是1983年由臺灣作家李昂所創作的中篇小說，原名《婦人殺夫》。作者以臺灣的農村鹿港為背景:3-4，虛構出村落鹿城做為故事舞台，取材於〈詹周氏殺夫〉的社會新聞創作而出，企圖探討台灣社會中兩性角色與女性在身體自主上的壓抑。
該篇小說於1983年獲得聯合報中篇小說首獎，自同年9月22日起在《聯合報》上連載，並由聯經出版社於同年11月出版。

## 寫作背景
1945年3月20日，上海新昌路發生一起殺夫案。當時申报的第二版記載了詹周氏殺夫案，新聞標題為〈新城警察分局破獲一起謀殺親夫案〉，五天後再報導此案後續，題為〈謀殺親夫案縝密偵察中〉。
1967年，作家陳定山發表作品《春申舊聞》，其中〈詹周氏殺夫〉寫到詹周氏殺夫案時，為提高閱報率，他參考案發當年上海小報，而捕風捉影地描寫詹周氏逃過法網，造成了其文記載和史實差距頗大，並且其所創作的文本中充滿了男性的獵奇角度，也成了李昂《殺夫》開頭的〈幾則新聞〉所沿用的口氣。由此可看出李昂是在看了《春申舊聞》裡的〈詹周氏殺夫〉之後，決定參考陳定山的人物設定創作文本，並將故事背景移到台灣農村鹿港。:12-15

## 故事介紹
故事描述女主人公林市因喪父，而與母親流落街頭。不堪飢餓的母親受飯糰引誘遭一軍人強姦，而後被家族處決。林市繼而成為叔叔家的奴隸，長大出嫁後則繼續作為丈夫陳江水的性奴隸，最終不堪壓迫而殺夫，接續了與母親相同──受父權禁錮的悲慘命運。
李昂在本文裡使用女性負面書寫，直接又赤裸的表現出在傳統婚姻基礎下，男女間的權力關係是如何建立的。

## 文學評論
《殺夫》自獲得聯合報中篇小說首獎當下就引發激烈討論，隨後文學界主要針對小說中女性主義的特質進行討論，同時亦有針對小說的現代主義色彩的評論。

### 獲獎時的爭議
在《殺夫》獲得聯合報中篇小說首獎後，除了稱讚其在女性主義上的代表性等評論外，也因其題材與內容引來不少批評，包含針對小說中「性暴虐」、「性飢渴」的刻劃，乃至「煽動報仇洩憤的殺人行為」等觀點。
獎項評審團員均為男性一事上也備受討論。其中三位以「震憾」、「驚人」、「波濤洶湧」來形容殺夫這本書，除此之外五位評審委員的意見分別如下：
- 白先勇認為本篇小說描述了人性複雜難以捉摸的細節，並以大膽、毫不留情的手法呈現出人性最深處的樣貌，突破了中國傳統小說的禁忌。
- 司馬中原對題材原本較感排斥，但肯定其完整度與表現。他特別提出李昂對劇情刻劃的深刻而細膩，連「關了燈的文化」也朦朧含蓄恰到好處。
- 林懷民認為作品在題材或是表達技法上都掌握得非常適當，尤其是針對早期底層百姓的日常生活與社會中的黑暗角落，都拿捏恰好到嚇人。
- 蔣勳評論讀的時候能感受其中世界恐怖、陰滲與詭異的部分，與讓人感到好奇與提供官能刺激的部分。
- 鄭樹森表示《殺夫》具有原始色彩經營的特色。並提到在故事中林市被導向非人化、崩潰的過程「就小説『怪誕性』的處理而言，是一個突破。」[7]

### 女性主義的討論
由於1980年代臺灣的女性主義尚處於萌芽期，對於女性權益的倡議並不普遍。《殺夫》的問世引起強烈的迴響。如法文譯者Alain Peyraube對於此書之所以造成法國當地轟動提出以下觀點：一、「在中國人的社會，女人殺死親夫是大逆不道，罪不可赦，三從四德乃中國傳統婦女必得遵奉的規臬」，與在此社會風氣下老百姓所隱含著的「偷窺慾」心態；二、「一般殺人犯都是被描寫成兇神惡煞，本書的行凶者反而是一個自幼失怙的小女子，被迫嫁給了年齡差距大，以殺豬為業的魯男子；加上又遭鄰居潑婦的嘲弄，儼然才是真正的受害者」，傳統作品中忠奸分明，但在《殺夫》中卻呈現出殺人者的可憐無奈之處，使內容耐人尋味；三、「李昂的陳述太寫實，將其中人物刻劃得淋漓盡至，如吃喝嫖賭集一身的陳江水，尖酸刻薄、好搬弄是非的阿罔官，還有心地善良的妓女金花等。在當時半民主的社會裡，是個大膽的嘗試」，面對當時講究詞藻優美、歌頌善良的書寫風氣，形成強烈對比。
至1999 年 6 月，亞洲周刊選為 20 世紀華文小說100 強，已譯有英文、法文、德文、荷蘭文及瑞典文等多種語言。
反對者否定該書對女性主義的貢獻，如教授王德威於《眾聲喧嘩》一書中申論《殺夫》的女性主義成份，他指出：「殺夫是一個頂著女性主義招牌的恐怖鬼話，為女性鳴不平既是李昂的前提，也可能是她的偽託。」並認為小說談論的是「八十年代的殺夫白描合法婚姻所默許的性暴力， 還有女生自衛（或自慰？）的殺夫狂想。」詩人古添洪則認為《殺夫》對婦女問題有「震撼性」的演出，但並沒有對婦女問題與婦女運動帶來實質性的推進，甚至回到創作的時空背景，也看不出有什麼進步的理念。
對這類反對的觀點，李昂曾在訪談中回應那些批評言論：「隱瞞與遮掩社會、政治人性的真實性（當然包括黑暗面），假裝看不到問題而認為問題不存在，即是一種最不道德的行為，是一種虛假與偽善（李昂，1984）」。 
文學界主流仍然對《殺夫》前衛的創作內容予以肯定，並被作為華文女性主義的代表著作翻譯成不同國家的語言。如日本學者藤井省三以《殺夫》作為引進李昂作品進入日本的指標作品，撰寫〈女性主義和台灣文學：李昂《殺夫》〉，指出其代表的不單是當代的女性主義宣言，更是傳統中國文化下女性的縮影。美國女作家Alice Walker讚美《殺夫》，並認為其喚醒了女性作家的社會責任感，使大眾正視社會現實存在的性別壓迫。
周芬伶認為：「《殺夫》呈現女性被物化的悲慘景況，投射女性自我遭切割的心理慘狀，敏銳抓住社會將破未破的禁忌或議題，引起強大的爭議與討論，在女性情慾作品中具披荊斬棘的開拓地位。」研究女性主義的學者范銘如認為《殺夫》是以女性主義切入鄉土文學的盲點，具戰鬥性的書寫姿態才引來衛道人士的撻伐。
臺灣文學史的學者陳芳明回顧台灣戰後女性身體書寫的壓抑歷史，特別點出《殺夫》的指標意義在於其為第一部以情慾書寫獲得國內外文壇正式承認的女性作品，改變其後女性作家書寫的空間。

## 社會迴響
《殺夫》問世後，促進了對於家庭暴力的討論，還推動了家庭暴力防治法的立法與促進婦女權益。如法律學者陳惠馨讚許《殺夫》為臺灣後來推動「家庭暴力防治法」開啟了一個重要的想像與思維空間，指出文學作品在真實生活對社會制度的影響。
法官林孟皇同樣認為《殺夫》一文具有高度的社會意涵，在期刊論文引用其中的論點與鄧如雯殺夫案和趙岩冰殺夫案相比。相比法學觀點，1983年《殺夫》甫發表時，自立晚報的社論即採較保守的立場，以〈文學不可助長戾氣〉為題，大批李昂以文學之名，行鼓勵暴力之實。
《殺夫》亦成為觀察華人文化的媒介，2010 年 11 月，中國四川省，長期受家暴的李彥與二婚之夫譚勇發生糾紛，李彥持火藥槍槍管擊打譚某後腦部，致其顱腦損傷死亡，隨後肢解屍體拋棄。 2012 年，四川省資陽市人民法院一、二審均判處李彥死刑，引發國外媒體、國際人權團體高度關注，美國俄勒岡大學比較文學博士沈瑞稱該案件在中國的上演，幾乎就是《殺夫》未經改變的上演，無論是故事本身，還是法律的行使。:58
《殺夫》亦觸動不同文化對於身分認同的歧視議題，1993年，在譯成日文版本的時候，由於故事涉及被日本傳統觀念視為「賤民」的屠夫，為了避免違反禁止歧視「賤民」的法律，日本出版社在宣傳時特別強調該書僅是寫一個外國悲慘的故事，不是在汙辱屠夫。

## 改編作品
1984年，由湯臣電影公司改編成同名電影，由曾壯祥導演，吳念真編劇，張照堂攝影，夏文汐、白鷹主演。電影人焦雄屏指出，電影採取不同的角度闡釋，從而使「夫權沒落」的題旨擴張到更多更廣的社會政治層面。
2000 年，由台視改編成同名電視劇《殺夫》（臺灣電視公司，電視劇殺夫，2000 年），劇情中將主角與林市與老嫗更名為林寶貴、余嬸。